# Tommy Paul (Tennisspieler)
Tommy Paul (* 17. Mai 1997 in Voorhees Township, New Jersey) ist ein US-amerikanischer Tennisspieler.

## Leben

### Persönliches
Tommy Paul wuchs in Greenville, North Carolina auf, nachdem die Familie dorthin gezogen war, als er drei Monate alt war. Seine Eltern begeisterten ihn zum Tennisspielen. Andy Roddick war sein Tennisidol, als er aufwuchs. Er hat einen Bruder und eine Schwester.

### Karriere
Pauls bisher größter Erfolg ist der Erfolg bei den French Open 2015 der Junioren, bei denen er sich im Finale gegen Taylor Harry Fritz durchsetzte. Im selben Jahr stand er im Junioren-Finale der US Open. Hier unterlag er Fritz in drei Sätzen.
Auf der Profi-Tour spielte Paul zunächst hauptsächlich auf der ITF Future Tour und ATP Challenger Tour. Auf der Future Tour konnte er sechs Einzeltitel gewinnen. Seinen ersten Challenger-Titel konnte er im Januar 2018 in Playford City an der Seite von Mackenzie McDonald im Doppel gewinnen.
Paul spielt am liebsten auf Sand, auf dem er sowohl den French-Open-Junioren-Titel als auch seine bisherigen vier Future-Titel gewann.
Seine Premiere bei einem Grand-Slam-Turnier hatte er 2015 bei den US Open, wo er in drei Sätzen gegen Andreas Seppi verlor. Seinen ersten Sieg auf der ATP World Tour feierte er 2016 in Houston gegen Paolo Lorenzi.
Seinen ersten Titel auf der ATP Tour gewann Paul im November 2021 in Stockholm. Dabei schlug er unter anderem Andy Murray, Frances Tiafoe und Denis Shapovalov.

## Erfolge
| Legende (Anzahl der Siege) |
| Grand Slam                 |
| ATP Tour Finals            |
| ATP Tour Masters 1000      |
| ATP Tour 500 (1)           |
| ATP Tour 250 (3)           |
| ATP Challenger Tour (6)    |

| ATP-Titel nach Belag |
| Hartplatz (3)        |
| Sand (0)             |
| Rasen (1)            |

### Einzel

#### Turniersiege

##### ATP Tour
| Nr. | Datum             | Turnier       | Belag         | Finalgegner      | Ergebnis       |
| --- | ----------------- | ------------- | ------------- | ---------------- | -------------- |
| 1.  | 13. November 2021 | Stockholm (1) | Hartplatz (i) | Denis Shapovalov | 6:4, 2:6, 6:4  |
| 2.  | 11. Februar 2024  | Dallas        | Hartplatz (i) | Marcos Giron     | 7:63, 5:7, 6:3 |
| 3.  | 23. Juni 2024     | London        | Rasen         | Lorenzo Musetti  | 6:1, 7:68      |
| 4.  | 20. Oktober 2024  | Stockholm (2) | Hartplatz (i) | Grigor Dimitrow  | 6:4, 6:3       |

##### ATP Challenger Tour
| Nr. | Datum              | Turnier         | Belag         | Finalgegner        | Ergebnis       |
| --- | ------------------ | --------------- | ------------- | ------------------ | -------------- |
| 1.  | 4. November 2018   | Charlottesville | Hartplatz (i) | Peter Polansky     | 6:2, 6:2       |
| 2.  | 21. April 2019     | Sarasota        | Sand          | Tennys Sandgren    | 6:3, 6:4       |
| 3.  | 8. September 2019  | New Haven       | Hartplatz     | Marcos Giron       | 6:3, 6:3       |
| 4.  | 29. September 2019 | Tiburon         | Hartplatz     | Thanasi Kokkinakis | 7:5, 6:73, 6:4 |

#### Finalteilnahmen
| Nr. | Datum            | Turnier      | Belag     | Finalgegner         | Ergebnis      |
| --- | ---------------- | ------------ | --------- | ------------------- | ------------- |
| 1.  | 4. März 2023     | Acapulco     | Hartplatz | Alex de Minaur      | 6:3, 4:6, 1:6 |
| 2.  | 1. Juli 2023     | Eastbourne   | Rasen     | Francisco Cerúndolo | 4:6, 6:1, 4:6 |
| 3.  | 19. Februar 2024 | Delray Beach | Hartplatz | Taylor Fritz        | 2:6, 3:6      |

### Doppel

#### Turniersiege
| Nr. | Datum              | Turnier       | Belag         | Partner            | Finalgegner                    | Ergebnis  |
| --- | ------------------ | ------------- | ------------- | ------------------ | ------------------------------ | --------- |
| 1.  | 6. Januar 2018     | Playford City | Hartplatz     | Mackenzie McDonald | Maverick Banes Jason Kubler    | 7:64, 6:4 |
| 2.  | 23. September 2018 | Columbus      | Hartplatz (i) | Peter Polansky     | Gonzalo Escobar Roberto Quiroz | 6:3, 6:3  |

## Abschneiden bei Grand-Slam-Turnieren

### Herreneinzel
| Turnier         | 2015 | 2016 | 2017 | 2018 | 2019 | 2020 | 2021 | 2022 | 2023 | 2024 | 2025 | Karriere |
| --------------- | ---- | ---- | ---- | ---- | ---- | ---- | ---- | ---- | ---- | ---- | ---- | -------- |
| Australian Open | —    | —    | —    | Q2   | Q2   | 3    | 2    | 2    | HF   | 3    | VF   | HF       |
| French Open     | —    | Q2   | —    | —    | 1    | 2    | 2    | 1    | 2    | 3    | VF   | VF       |
| Wimbledon       | —    | Q1   | —    | —    | Q3   |      | —    | AF   | 3    | VF   | 2    | VF       |
| US Open         | 1    | Q1   | 1    | —    | Q2   | 1    | 1    | 3    | AF   | AF   |      | AF       |

Zeichenerklärung: S = Turniersieg; F, HF, VF, AF = Einzug ins Finale / Halbfinale / Viertelfinale / Achtelfinale; 1, 2, 3 = Ausscheiden in der 1. / 2. / 3. Hauptrunde; Q1, Q2, Q3 = Ausscheiden in der 1. / 2. / 3. Qualifikationsrunde; nicht ausgetragen

### Junioreneinzel
| Turnier         | 2013 | 2014 | 2015 | Karriere |
| --------------- | ---- | ---- | ---- | -------- |
| Australian Open | —    | —    | —    | —        |
| French Open     | —    | —    | S    | S        |
| Wimbledon       | —    | —    | VF   | VF       |
| US Open         | 1    | 1    | F    | F        |

### Juniorendoppel
| Turnier         | 2013 | 2014 | 2015 | Karriere |
| --------------- | ---- | ---- | ---- | -------- |
| Australian Open | —    | —    | —    | —        |
| French Open     | —    | —    | F    | F        |
| Wimbledon       | —    | —    | VF   | VF       |
| US Open         | 1    | 1    | 1    | 1        |